# Fernando da Silva Maquengo de Freitas
Fernando da Silva Maquengo de Freitas est un homme politique Santoméen. Il est nommé ministre à l'Infrastructure et à l'Environnement en janvier 2014 par le président de la République Manuel Pinto da Costa.